# رولف غونتر
رولف غونتر (بالألمانية: Rolf Günther)‏ هو عسكري ألماني، ولد في 8 يناير 1913 في إرفورت في ألمانيا، وتوفي في 1 أغسطس 1945 في Ebensee am Traunsee ‏ في النمسا بسبب تسمم بالسيانيد.